# El Sueño de Morfeo
El Sueño de Morfeo è stato un gruppo spagnolo di musica pop rock e folk, proveniente dalla regione delle Asturie. Il gruppo era composto da David Feito Rodríguez, Juan Luis Suárez Garrido e Raquel del Rosario.

## Storia del gruppo

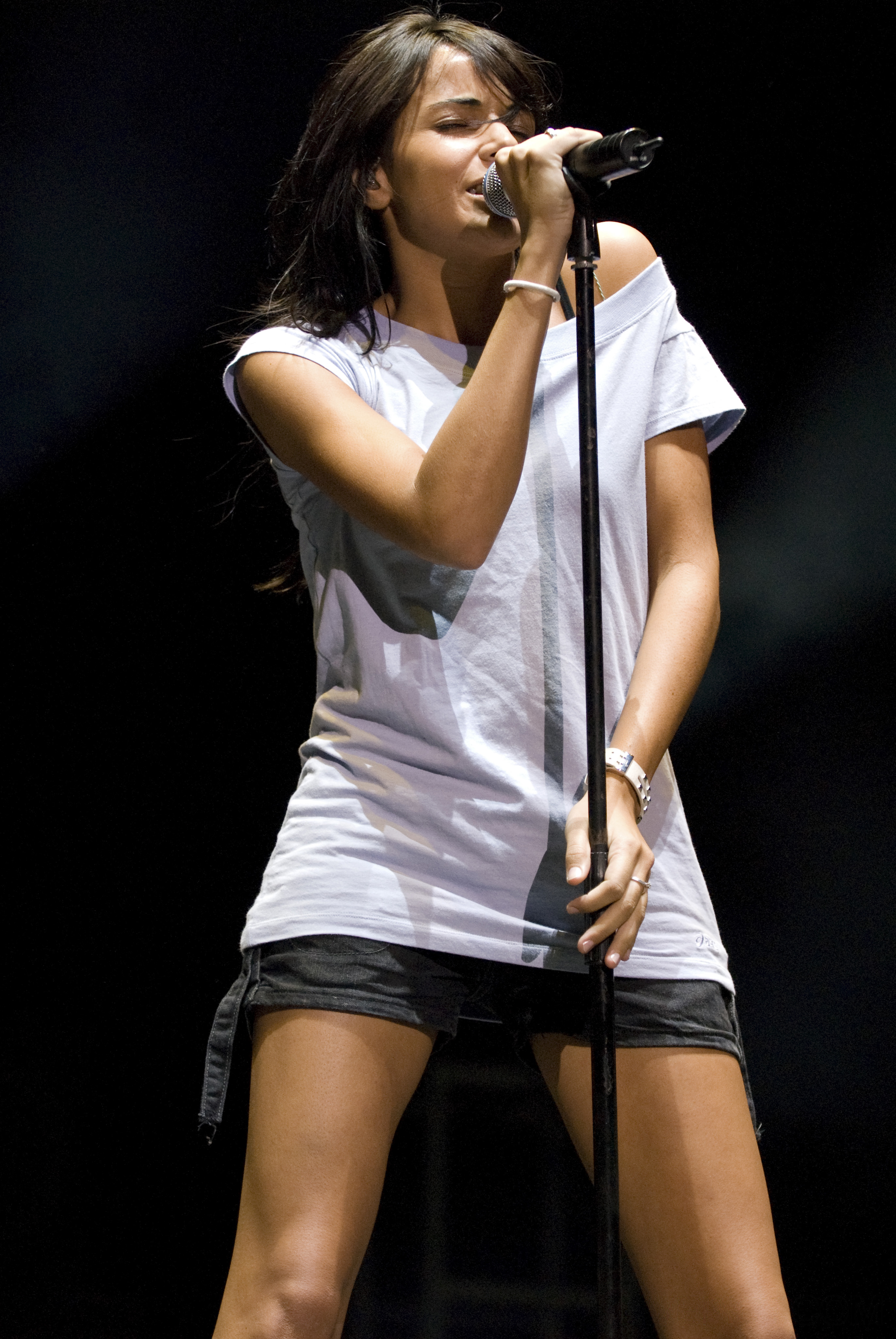
Raquel del Rosario, cantante del gruppo.

Nel 2002, David e Raquel formarono un gruppo, Xemà, con il quale pubblicarono l'album Del Interior che non ebbe un gran successo di vendita. Questo primo disco fu inciso mentre insegnavano musica al Collegio Internazionale Meres vicino ad Oviedo e lo incisero insieme ad altri professori della stessa scuola. Dopo questo disco gli altri membri del gruppo lasciarono e continuarono ad insegnare nella stessa scuola.
Nel 2003 il gruppo si formò ufficialmente con l'ingresso di Juan nella formazione, prendendo il nome El Sueño de Morfeo, e cominciare a lavorare all'effettivo album di debutto, dall'eponimo titolo El Sueño de Morfeo. L'album vide la luce nel 2005 ed ebbe un buon successo anche grazie al fatto che alcuni pezzi vennero inseriti nella serie televisiva Los Serrano, molto famosa in Spagna.
Il loro primo singolo estratto dall'album Nunca Volvera ottenne un ottimo successo di vendita, successo bissato con il secondo estratto Ojos del Cielo.
A seguire, il gruppo eseguì un tour nazionale in oltre cento città spagnole.
Al primo album ne sono seguiti altri due: Nos vemos en el camino del 2007 e Cosas que nos hacen sentir bien, del 2009. Nel secondo album è contenuta la collaborazione con il cantante italiano Nek, il singolo Chocar.
La band ha rappresentato la Spagna all'Eurovision Song Contest 2013 con il brano Contigo hasta el final, classificatosi al penultimo posto della kermesse canora. Si è infine sciolta nello stesso anno.

## Discografia

### Album
- 2005 - El Sueño de Morfeo
- 2007 - Nos vemos en el camino
- 2009 - Cosas que nos hacen sentir bien

### Singoli
- 2005 - Nunca volverá
- 2005 - Ojos de cielo
- 2005 - Okupa de tu corazón
- 2006 - Esta Soy Yo
- 2006 - Tómate la vida
- 2007 - Para toda la vida
- 2007 - Demasiado tarde
- 2008 - Chocar (con Nek)
- 2008 - Nada es suficiente
- 2009 - Si no estás
- 2009 - No se donde voy
- 2010 - Gente
- 2010 - Ven
- 2011 - Depende de ti
- 2012 - Lo mejor está por llegar
- 2013 - Contigo hasta el final (With You Until the End)

### Collaborazioni musicali
- Fran Perea e Raquel del Rosario - 1+1 son 7 (2005)
- Tributo a Duncan Dhu - Cien gaviotas donde irán e Una calle de París (2005)
- Diego Martín y Raquel del Rosario - Déjame Verte (2006)
- BSO "Cars" - Reencontrar (2006)
- El Sueño de Morfeo (para Cruzcampo - Tómate la vida (2006)
- El Sueño de Morfeo (para La Sexta - Sonrisa especial (2006)
- Nek e El Sueño de Morfeo - Para ti sería e Chocar (2007)